# Vickers Wellesley
Le Vickers Wellesley est un bombardier britannique qui servit, pendant la Seconde Guerre mondiale, de couverture aux troupes australiennes combattant en Afrique de l'Est. En 1938 il établit un record mondial de distance parcourue avec plus de 11 000 km franchis sans escale.

## Conception
Le Wellesley fut le premier avion de la Royal Air Force construit en utilisant une structure géodésique. Il fut conçu en 1935 par l’ingénieur Barnes Wallis, qui avait inventé une telle structure pour les ballons dirigeables, et qui utilisera la même technique sur le bombardier bimoteur Vickers Wellington, ce qui fera le succès de cet appareil très solide.
Le Wellesley était un monoplan à ailes basses, monomoteur, à la structure métallique. Il se reconnaissait immédiatement par sa voilure de grande envergure.
Le prototype du Wellesley vola pour la première fois le 19 juin 1935. Une première commande de 96 exemplaires fut suivie par d’autres qui portèrent la production à 176 unités.

## Engagements
L’emploi opérationnel du Wellesley commença en 1938. Il avait une grande autonomie. Son principal exploit fut un raid réalisé en 1938 de l’Égypte à l’Australie sans escale, soit 11 500 km parcourus en 48 heures de vol.
Lorsque la Seconde Guerre mondiale éclata en septembre 1939, cet avion de transition était déjà dépassé. Il dut céder la place aux nouveaux bombardiers bimoteurs comme le Handley Page Hampden, le Armstrong Whitworth Whitley ou le Vickers Wellington. Il ne prit part qu’à quelques missions de bombardement contre les Italiens en Afrique orientale.